# Atuna latifrons
Atuna latifrons là một loài thực vật có hoa trong họ Cám. Loài này được (Kosterm.) Prance & F.White mô tả khoa học đầu tiên năm 1988.